# Teresa Salvat i Llauradó
Teresa Salvat i Llauradó   (l'Aleixar, 15 d'abril de 1894 - segle XX) va ser una propietària, donant dels terrenys on es va construir l'escola Teresa Salvat i Llauradó de L'Aleixar.
Era la petita de quatre germans i no es va casar ni va tenir fills. Era filla de Tomàs Salvat i Llauradó pagès i de Dolors Llauradó i Plana. El 1963 Teresa Salvat va heretar uns terrenys, que va cedir parcialment el 1965, el que es va fer oficial davant de notari el 1967. La construcció va ser els anys 1968 i 1969. L'escola es va traslladar el 1969 en un edifici que es va fer en uns terrenys donats. El 1974 el Ministeri d'Educació espanyol va autoritzar que l'escola portés el seu nom.